# Sustaš
Sustaš (cyr. Сусташ) – wieś w Czarnogórze, w gminie Bar. W 2011 roku liczyła 497 mieszkańców.